# Журавкі
Журавкі (пол. Żórawki) — село в Польщі, у гміні Ґрифіно Грифінського повіту Західнопоморського воєводства.
Населення — 189 осіб (2011).
У 1975-1998 роках село належало до Щецинського воєводства.

## Демографія
Демографічна структура станом на 31 березня 2011 року:
|          | Загалом | Допрацездатний вік | Працездатний вік | Постпрацездатний вік |
| -------- | ------- | ------------------ | ---------------- | -------------------- |
| Чоловіки | 96      | 23                 | 69               | 4                    |
| Жінки    | 93      | 17                 | 61               | 15                   |
| Разом    | 189     | 40                 | 130              | 19                   |